# 장성 백양사 대웅전
장성 백양사 대웅전(長城 白羊寺 大雄殿)은 전라남도 장성군 북하면, 백양사에 있는 대웅전이다. 1974년 9월 24일 전라남도의 유형문화재 제43호로 지정되었다.

## 개요
백양사는 백제 무왕 33년(632)에 여환이 처음 지은 후 여러 차례의 공사와 명칭의 변경이 있었던 사찰이다. 지금의 백양사라는 이름을 갖게 된 것은 조선 선조 7년(1574) 환양이 다시 지은 이후부터이다. 환양이 백양사에 있으면서 매일 『법화경』을 읽을 때 흰 양이 경을 읽는 소리를 듣고 몰려오는 일이 많아지자 절 이름을 백양사라고 고쳤다고 한다.
대웅전은 1917년 절이 다시 지어질 때 같이 세운 것으로, 안에는 석가여래삼존불상과 10척 높이의 불상, 용두관음탱화를 모시고 있다. 또한 오른쪽으로는 바늘 귀를 꿰는 모습, 등을 긁는 모습 등 우스운 모습을 하고 있는 나한의 그림 16점이 있다.
앞면 5칸·옆면 3칸 규모의 건물로, 지붕 옆면이 여덟 팔(八)자 모양인 팔작지붕집이며 규모가 큰 법당에 속한다. 2단의 긴 돌로 쌓은 기단 가운데로 계단을 두었다.
백양사 대웅전은 일제시대 초기에 지어진 건물로 조선 후기의 화려한 다포 양식에서 후퇴한 모습을 엿볼 수 있다.

## 같이 보기
- 백양사

## 참고 자료
- 백양사대웅전 - 국가유산청 국가유산포털